# Jacob Aicher von Aichenegg
Jacob Aicher von Aichenegg (auch: Jakob Aicher Ritter von Aichenegg, * 13. Juli 1809 in Winklern; † 7. Juli 1877 in Wien) war ein österreichischer Jurist, Mitglied der Frankfurter Nationalversammlung und Abgeordneter zum Österreichischen Abgeordnetenhaus.

## Leben
Jacob Aicher von Aichenegg war Sohn des Gutsbesitzers Josef Georg Anton Aicher von Eichenegg. Er studierte ab 1826 an der Universität Wien Jura, wurde um 1835 Advokat in Salzburg, danach war er ab 1842 Mitglied der juristischen Fakultät. Von 1844 bis 1866 war er Hof- und Gerichtsadvokat in Wien. 1848 wurde er hier außerdem Notar.
Er war römisch-katholisch und zwei Mal verheiratet. Seine erste Ehe schloss er im Jahr 1848 mit Modesta Kumpf, welche 1849 gestorben ist. Mit ihr hatte er eine Tochter. Seine zweite Ehe schloss er im Jahr 1851 mit Marie Eysank von Marienfels, die 1870 gestorben ist und mit der er drei Söhne und drei Töchter hatte, von denen einige jung gestorben ist. Er war Schwiegervater vom böhmisch-österreichischen Juristen und Politiker Adolf Weiss Ritter von Tessbach.

## Politische Funktionen
- Vom 20. Mai 1848 bis 1. Juli 1848 war er Abgeordneter im Frankfurter Paulskirchenparlament als Nachfolger von Joseph Benedict. Sein Wahlkreis war Kärnten (5., Spittal). Er blieb fraktionslos.
- 1863–1866: Abgeordneter zum Kärntner Landtag
- 17. Juni 1863 bis 20. September 1865: Abgeordneter des Abgeordnetenhauses im Reichsrat (I. Legislaturperiode), Kronland Kärnten, Kurie Städte / Handels- und Gewerbekammer, in einer Nachwahl nach dem Rücktritt von Karl Siegl

## Klubmitgliedschaften
Jacob Aicher von Aichenegg war Mitglied im Klub der Unionisten.